# ویسر (سنندج)
ویسر (سنندج)، روستایی از توابع بخش کلاترزان شهرستان سنندج در استان کردستان ایران است.